# 블라디미르 키르숀
블라디미르 키르숀(Vladimir Mikhailovich Kirshon, 러시아어: Влади́мир Миха́йлович Киршо́н, 1902년 8월 19일 ~ 1938년 7월 28일)은 소비에트 연방의 극작가다.
국민경제 부흥기의 기업의 생활을 취급한 <레일은 운다>와 바크 코뮌 지도자의 최후를 그린 <바람의 마을>, 농촌집단화 시대의 농민과 부농(富農)의 항쟁을 그린 <곡물>, 항공공업 부문 발명에 광분하는 청년의 희극 <훌륭한 합금> 등을 계속해서 발표, 눈부신 활약을 했다. 1937년 무고(誣告)로 체포되어 옥사했다.